# Vladimír Kondrlík
Vladimír Kondrlík (* 20. března 1946) je bývalý slovenský fotbalista, záložník.

## Fotbalová kariéra
V československé lize hrál za Inter Bratislava. Nastoupil ve 26 ligových utkních, gól v lize nedal.

## Ligová bilance
| Ročník                                   | Zápasy | Góly | Klub             |
| ---------------------------------------- | ------ | ---- | ---------------- |
| 1. československá fotbalová liga 1966/67 | 1      | 0    | Inter Bratislava |
| 1. československá fotbalová liga 1967/68 | 8      | 0    | Inter Bratislava |
| 1. československá fotbalová liga 1968/69 | 12     | 0    | Inter Bratislava |
| 1. československá fotbalová liga 1971/72 | 5      | 0    | Inter Bratislava |
| CELKEM                                   | 26     | 0    |                  |